# Rémi Weil
Rémi Weil (Straatsburg (Frankrijk), 17 december 1899 - Auschwitz (Polen), 20 november 1943) was een Frans schoonspringer en zwemmer. Hij nam deel aan de Olympische Zomerspelen van 1920 in Antwerpen en de Olympische Zomerspelen van 1924 in Parijs, in zijn thuisland Frankrijk. In 1943 werd hij om het leven gebracht in het naziconcentratiekamp van Auschwitz.

## Biografie
Rémi Weil nam in 1920 deel aan de Olympische Zomerspelen in Antwerpen. Hij trad aan in het schoonspringen en nam deel aan het springen vanop de springplank. Hij was ook een van de Franse deelnemers aan de Olympische Zomerspelen van 1924 in Parijs, waar hij naast het schoonspringen op de springplank ook deelnam aan de 100 m vrije slag in het zwemmen. Hij eindigde telkens in de reeksen.
In 1943 werd Rémi Weil om het leven gebracht in naziconcentratiekamp van Auschwitz.

## Belangrijkste resultaten

### Olympische Zomerspelen
| Jaar | Plaats    | Discipline     | Onderdeel        | Resultaat    |
| ---- | --------- | -------------- | ---------------- | ------------ |
| 1920 | Antwerpen | schoonspringen | springplank      | 7e (reeksen) |
| 1920 | Antwerpen | zwemmen        | 100 m vrije slag | 4e (reeksen) |
| 1924 | Parijs    | schoonspringen | springplank      | 4e (reeksen) |

- Bibliothèque nationale de France: cb170655259 (data)
- International Standard Name Identifier: 0000 0004 5969 2806
- Virtual International Authority File: 258148933755954302818